# Iváncsa
Iváncsa é um município da Hungria, situado no condado de Fejér. Tem 25,17 km² de área e sua população em 2015 foi estimada em 2.806 habitantes.